# Aulonocara ethelwynnae
Aulonocara ethelwynnae är en fiskart som beskrevs av Meyer, Riehl och Zetzsche, 1987. Aulonocara ethelwynnae ingår i släktet Aulonocara och familjen Cichlidae. IUCN kategoriserar arten globalt som sårbar. Inga underarter finns listade.